# Associação de Futebol da Palestina
A Associação de Futebol da Palestina (em árabe: الاتحاد الفلسطيني لكرة القدم) é o órgão dirigente do futebol da Palestina, responsável pela organização dos campeonatos disputados nesta região, bem como os jogos da seleção nacional, seja masculina ou feminina, nas diferentes categorias. Foi fundada em 1928 e é filiada à Federação Internacional de Futebol (FIFA) e à Confederação Asiática de Futebol (AFC) desde 1998. Jibril Rajoub é o atual presidente da entidade.